# Hilara corsicana
Hilara corsicana är en tvåvingeart som beskrevs av Chvala 2008. Hilara corsicana ingår i släktet Hilara och familjen dansflugor. Inga underarter finns listade i Catalogue of Life.